# Laila van der Meer
Laila van der Meer (12 april 2000) is een Nederlands zeilster. Ze neemt deel aan wedstrijden in de Nacra 17-klasse, een gemengde klasse van  catamarans. Samen met haar zeilpartner Bjarne Bouwer heeft ze deelgenomen aan verschillende nationale en internationale wedstrijden.

## Biografie
Van der Meer begon op haar zesde met zeilen bij KWV Frisia en zeilde tot haar vijftiende met een Optimist waarmee ze de "open Brits kampioenschappen" won. Daarna stapte ze over naar de Laser 4.7 waarmee ze gedurende twee jaar deelnam aan de Europese en wereldkampioenschappen. Daarna stapte ze over naar de NACRA 15 en ging samen zeilen met Bjarne Bouwer. Het team behaalde goede resultaten op jeugdtoernooien, met als hoogtepunt de derde plek op de Olympische Jeugdzomerspelen 2018, en stapte over naar de NACRA 17. In juli 2024 kwalificeerden ze zich voor de Olympische Zomerspelen 2024 in Parijs.

## Resultaten (selectie)[2]
- Wereldkampioenschappen 2024: Nacra 17 (met Bjarne Bouwer) - 8e plaats
- Wereldkampioenschappen 2023: Nacra 17 (met Bjarne Bouwer) - 4e plaats
- Wereldkampioenschappen 2022: Nacra 17 (met Bjarne Bouwer) - 9e plaats
- Allianz Regatta 2022 (Hempel World Cup Series ): Nacra 17 (met Bjarne Bouwer) - eerste plaats
- Allianz Regatta 2021 (Hempel World Cup Series ): Nacra 17 (met Bjarne Bouwer) - eerste plaats